# 로이 하그로브
로이 A. 하그로브(Roy A. Hargrove 1969년 10월 16일 ~ 2018년 11월 2일)는 미국의 재즈 트럼펫 연주자였다. 45회 그래미상에서 피아니스트 허비 행콕, 색소폰 연주자 마이클 브레커 등과 함께 공동 작업한 《Directions in Music》으로 재즈 부문 대상을 받은 바 있다.

## 음반

### 하그로브가 리더로 참여한 음반
- Nothing Serious (버브 레이블, 2006년)
- Moment to Moment (버브 레이블, 2000년)
- Crisol: Habana (버브 레이블, 1997년)
- Parker's Mood (버브 레이블, 1995년) [Trio w/ Christian McBride (Bass), and Stephen Scott (Piano)]
- Family (버브 레이블, 1995년)
- With the Tenors of Our Time (버브 레이블, 1994년)
- Approaching Standards (Jive/Novus, 1994년)
- Of Kindred Souls (Live) (Novus, 1993년)
- The Vibe (Novus, 1992년)
- Toyko Sessions (Novus, 1991년)
- Public Eye (Novus, 1990년)
- Diamond in the Rough (Novus, 1989년)

## 대한민국에서 공연
- 2003년 ‘Directions in Music 2003’에 허비 행콕, 마이클 브레커, 존 패티투치와 함께 내한하였다.
- 2007년 9월에는 트럼펫, 피아노, 베이스 기타, 알토 색소폰, 드럼으로 이루어진 자신의 퀸텟과 함께 공연을 가졌다.

## 외부 추가 정보
- 하그로브의 콘서트 사진(jazzreview.com)
- 로이 하그로브에 대한 Vibe Magazine의 리뷰 기사
- LG아트센터의 로이 하그로브 관련 내용